# Международные неправительственные организации
Международные неправительственные организации (МНПО; англ. Non-governmental organizations) — разновидность международных организаций, которые представляют собой нетерриториальные образования, отвечающие трём критериям: во-первых, им присущ международный характер состава и целей; во-вторых, частный характер учредительства; и, в-третьих, добровольный характер деятельности. Также важной характеристикой является некоммерческий характер деятельности, что не позволяет относить в данную группу транснациональные корпорации (ТНК).

## История
Первые МНПО начали появляться ещё в первой половине XIX века. Одними из первых организаций подобного рода стали Британское и Международное общество борьбы против рабства, которые были образованы в 1823 г. Всего на 1905 г. в мире насчитывалось 134 МНПО, на 1958 г. — около 1000, к 1972 г. — от 2190 до 2470, а к концу 1980-х гг. — более 4000. Основным катализатором для появления большого количества МНПО стало появление Организации Объединённых Наций и её разветвленной системы органов.

## Широкое и узкое понимание МНПО
Существует как широкое, так и узкое понимание того, какие организации следует относить к МНПО. При широком понимании к ним относят общественно-политические движения (например, «Наши»), транснациональные корпорации (ТНК: Microsoft, Apple) и организации, созданные и существующие под эгидой государств (ОПЕК). Так, Ш. Зоргбиб считает, что термин «МНПО» включает три вида организаций и институтов:
- силы общественного мнения — они не столько «конкурируют» с государствами, сколько оказывают влияние на общественное мнение: политические (Социнтерн), религиозные (Экуменический совет церквей), гуманитарные (Красный Крест);
- «частные транснациональные власти», или ТНК (Coca-Cola);
- ассоциации государств-производителей (ОПЕК, Организация стран-экспортеров нефти)[3].

Однако данный подход не соответствует приведённому выше определению МНПО. 
Что касается более точного, узкого понимания МНПО, то в данную группу, согласно Ф.Брайару и М. Р. Джалили относятся следующие типы организаций:
- религиозные организации (Экуменический совет церквей);
- организации ученых (Пагуошское движение);
- спортивные организации (ФИФА);
- профсоюзные организации (МФП);
- правовые организации (Amnesty International) и другие[4].

## Некоторые общие черты МНПО
Несмотря на огромное количество существующих МНПО и отсутствие единого мнения среди ученых относительно типологии организаций данного рода, для всех без исключения представителей данной категории акторов международных отношений характерны следующие особенности:
1. В отличие от других акторов стремятся не ко власти в её классическом понимании, а к оказанию влияния на общественное мнение, как основному способу достижения своих целей;
2. Учредителями являются не государства, а разного рода неправительственные организации;
3. Принимаемые ими решения не имеют для государств юридической силы.[5]

## МНПО как участники (акторы) международных отношений
В соответствии с определением, предложенным О. В. Сафроновой, актор — участник международных отношений, удовлетворяющий трем основным критериям:
1. Способен оказывать реальное влияние на развитие международных отношений;
2. Принимается во внимание другими акторами при выработке их внешнеполитического курса;
3. Обладает определенной автономностью при принятии решений.[6]

Если применить данные критерии к МНПО, то становится совершенно ясно, что подобные образования являются акторами международных отношений. Например, захват российской стороной судна «Arctic sunrise», принадлежащего Greenpeace, серьёзно повлиял на двусторонние отношения РФ и Нидерландов (судно шло под голландским флагом). Футбольная федерация ФИФА при принятии решения относительно проведения следующего футбольного чемпионата руководствуется рейтингом страны в Amnesty International, внутриполитической ситуацией, а также наличием гарантий от правительства страны. Что касается автономности принятия решений, то, к примеру, Красный Крест абсолютно самостоятельно принимает решение о самом факте и масштабах участия в том или ином конфликте.
Также считается, что МНПО, особенно в настоящее время, могут составить серьёзную конкуренцию государству, как основному актору международных отношений. МНПО, в отличие от государства, влияют на систему международных отношений не за счет силовых или дипломатических методов, а за счет влияния на общественное мнение.

## Правосубъектность МНПО
Согласно действующему международному праву, правосубъектность — юридическое свойство того или иного образования, придающее ему статус субъекта международного права. Субъектом международного права является образование, способное обладать правами и обязанностями, вытекающими из международного права, защищать их и вступать в международные отношения, регулируемые международным правом.
В общем случае, международные неправительственные организации не обладают международной правосубъектностью, так как их членами не являются государства, а только государства могут наделять международные организации правосубъектностью. Единственным исключением в данном случае является Международная организация Красного Креста и Красного Полумесяца, которая признается вторичным субъектом международного права (то есть она была наделена этим качеством государствами).
Существует две точки зрения относительно причин, почему именно Красный Крест обладает правосубъектностью. Согласно точке зрения Н.Морозовой, преподавателя Кафедры международного права Факультета международных отношений ННГУ им. Лобачевского, правосубъектность Красного Креста связана с тем, что в создании данной организации участвовали правительственные делегации. Заведующая Кафедрой международного права ФМО ННГУ О.Хохлышева, в свою очередь, считает правосубъектность данной организации результатом того факта, что все договоры, заключаемые между Красным Крестом и государствами, являются международными соглашениями.
Также, в соответствии со ст. 58 и 71 Устава ООН, МНПО имеют возможность получить консультативный статус при Экономическом и Социальном Совете.